# BAP Villavicencio (FM-52)
Le BAP Villavicencio (FM-52), est la seconde frégate lance-missiles de sous-classe Carvajal ordonnée par la marine de guerre du Pérou en 1973.

## Histoire
Sa construction a commencé en 1976 sur les chantiers navals Fincantieri de Riva Trigoso près de Gênes. La conception de cette sous-classe Carvajal est basée sur celle de la Classe Lupo italienne.
Son nom de baptême est celui du vice-amiral Manuel Villacencio (1840-1925), héros de la guerre du Pacifique (1879-1884).
Cette sous-classe Carvajal comprend aussi :
- BAP Carvajal (FM-51), devenu le patrouilleur BAP Guardiamarina San Martin (PO-201),
- BAP Montero (FM-53),
- BAP Mariategui (FM-54).

### Note et référence
- (es) Cet article est partiellement ou en totalité issu de l’article de Wikipédia en espagnol intitulé « BAP Villavicencio (FM-52) » (voir la liste des auteurs).